# رولز-رویس هلدینگز

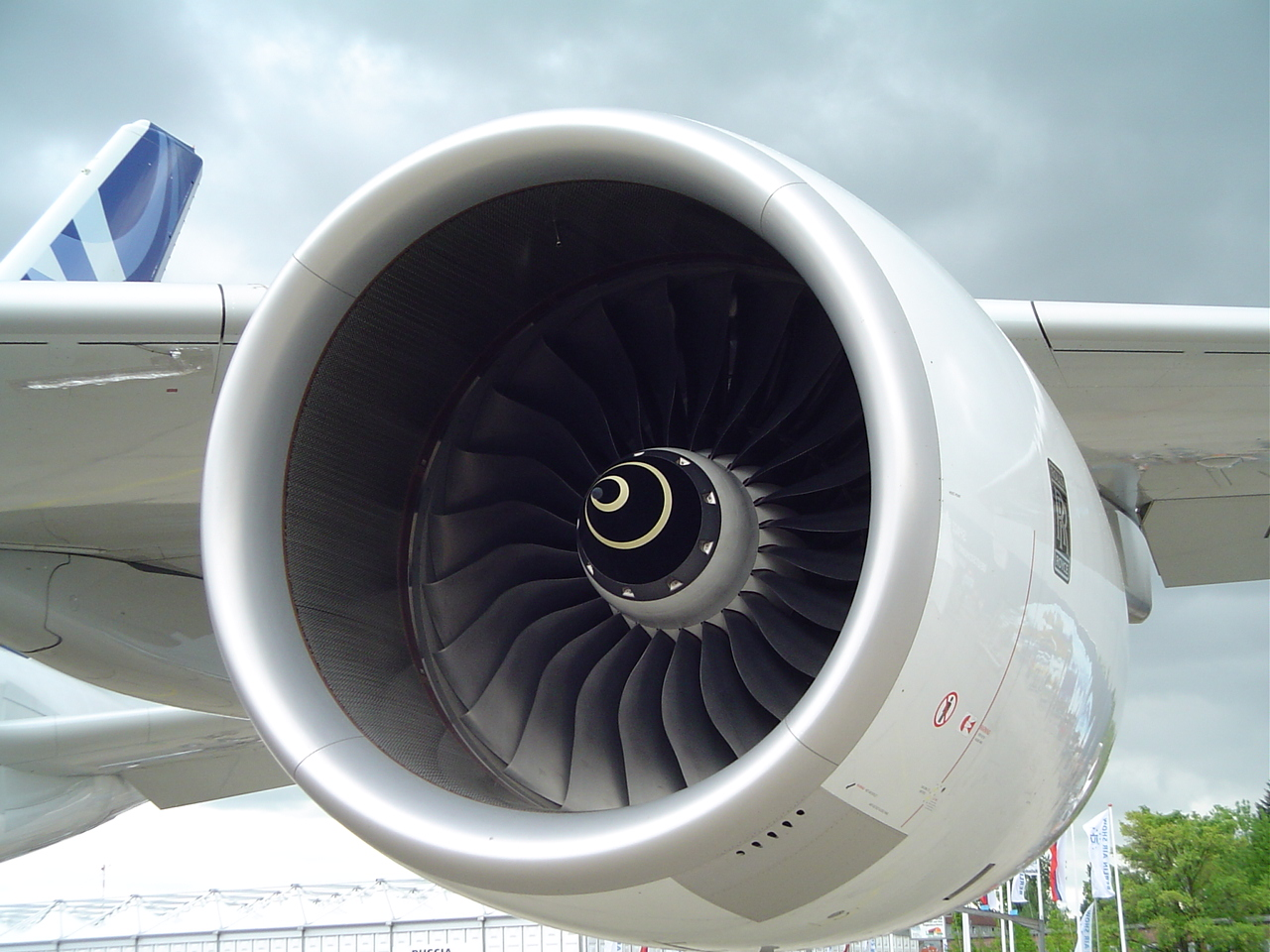
ترنت ۹۰۰ رولز-رویس، نصب‌شده بر روی ایرباس ای۳۸۰

رولز-رویس هُلدینگز (به انگلیسی: Rolls-Royce Holdings) شرکت صنایع انرژی، صنایع هوافضایی و صنایع جنگ‌افزاری چندملیتی بریتانیایی است، که در زمینه طراحی، توسعهٔ فناوری و تولید سامانه‌های تولید، انتقال و توزیع برق؛ همچنین طراحی، توسعه فناوری و تولید تجهیزات جنگی و دفاعی به‌ویژه در زمینه فناوری هوافضا فعالیت می‌نماید.
دفتر مرکزی رولز-رویس هلدینگز در شهر وست‌مینستر، در حومه لندن قرار دارد. این شرکت دومین تولیدکننده موتورهای هواگرد در جهان است، همچنین در رتبه ۱۶ از فهرست بزرگترین پیمانکاران پروژه‌های نظامی جهان قرار دارد. همچنین این شرکت به واسطه ام‌تی‌یو که برند تابعه آن است، یکی از بزرگترین تولیدکنندگان موتورهای دیزل و گازی دریایی و غیردریایی در جهان است.
بخشی از سهام رولز-رویس هلدینگز در بازار بورس لندن معامله می‌شود. در ماه ژوئن ۲۰۱۳ مجموع ارزش بازار سرمایه این شرکت معادل ۲۲٫۲۲ میلیارد پوند برآورد شد، که رولزرویس را در جایگاه ۲۴ از بزرگترین شرکت‌های فعال در بورس لندن قرار می‌داد.

## تاریخچه

### ۱۸۸۴ تا ۱۹۰۶
ریشه‌های تأسیس رولز-رویس به سال ۱۸۸۴ بازمی‌گردد، که هنری رویس اقدام به راه‌اندازی شرکت رویس لیمیتد نمود. وی نخستین خودروی خود را در سال ۱۹۰۴ تولید کرد. رویس در ماه مه همان سال با چارلز رولز ملاقات کرد. رولز مالک شرکت سی‌اس رولز اند کو بود، که یکی از نخستین فروشندگان خودرو در لندن به‌شمار می‌آمد.
این ملاقات در نهایت به امضای قراردادی میان رویس و رولز انجامید، که بر پایه آن، شرکت سی‌اس رولز اند کو، نمایندگی فروش خودروهایی را که توسط رویس لیمیتد تولید می‌شد، برعهده داشت. آن‌ها این مشارکت را رولز-رویس نامیدند.
فردریک هنری رویس پسر یک آسیابان بود، که در کارش ورشکسته شده بود. وی که کوچک‌ترین فرزند خانواده بود، پس از ورشکستگی شرکت اجاره‌ای پدر و مرگ نابهنگام او، در شرکت راه‌آهن شمال بریتانیا، شروع به‌کار کرد و تأمین بخشی از هزینه‌های چهار خواهر و برادر دیگر خود را به عهده گرفت.
وی در اوقات فراغتش به مطالعه کتاب‌های مهندسی برق می‌پرداخت و این مطالعه و گرایش به سوی مسایل فنی سبب گردید تا با یک شرکت مهنسی برق رابطه برقرار کند. سه سال پس از گذراندن مدت کوتاهی در یک شرکت قطعه‌سازی به لندن بازگشت و در شرکت نور و قدرت الکتریکی استخدام شد. وظیفه وی در این شرکت تأمین روشنایی و نور خیابان‌های شهر لیورپول بود. پیش از تأسیس شرکت مهندسی برق خود، در منچستر با سرمایه اندکی معادل ۷۰ پوند، که پس‌انداز کرده بود، شرکتی به نام ال‌اچ رویس را، با هدف تأمین برق کارگاه‌های صنعتی، پایه‌گذاری کرد. رویس در این شرکت اقدام به ساخت دینام و گونه‌ای از جرثقیل‌های الکتریکی نمود و با سرمایه به‌دست آمده از فروش این محصولات الکتریکی، توانست کارخانه خودروسازی خود را در شهر منچستر تأسیس کند و بر روی پروژه طراحی و ساخت موتور خودرو تمرکز نماید.
نخستین خودرو رویس، یک چهارچرخه فرانسوی ناقص بود، که جانشین یک مدل خودروی فرانسوی دیگر شد. در طی سال‌های ۱۹۰۱ تا ۱۹۰۳ میلادی، موتورهای مدل دو سیلندر دکاویل و دودیون را ساخت. این خودرو یک مدل دو سیلندر ناصاف بود، که در طرح آن رویس تغییرات قابل‌توجهی به وجود آورد و پس از آن نخستین خودروش به نام رویس را در سال ۱۹۰۴ با موتور دو سیلندر و قدرت ۱۰ اسب بخار ساخت.
رویس، خودرو دو سیلندری ساخت که هر چند موفقیت تجاری ویژه‌ای را نصیبش ننمود اما بهتر از مدل‌های مشابه فرانسوی‌اش بود. هنری با معرفی یکی از مدیران نمایشگاه دارش، با چارلز رولز آشنا شد. «چالز استوارت رولز» پسر بارون لانگتوک بود، که از فروش کالسکه‌های بدون اسب، موفقیت و پیشرفت قابل توجهی کسب کرده بود. چارلز رولز از دوران کودکی به تعمیر موتورهای ماشین علاقه بسیاری داشت. وی در سال ۱۹۰۲ کار خود در زمینه خودرو را با صادرات و واردات خودروهای فرانسوی، آغاز کرد. چارلز نخستین خودروش را در سن ۱۸ سالگی، پیش از ورود به دانشگاه کمبریج ساخت.
در پی تکمیل فرایند طراحی و ساخت خودرو، وی اقدام به فروش انواع خودرو نمود. پس از اینکه هنری رویس خودرو استثنایی خود را تولید کرد، رولز در هتل میدلند منچستر ترتیب ملاقاتی را با وی داد. نتیجه این مذاکره امضای قراردادی بین این دو خودروساز انگلیسی بود، که این قرارداد، به خودرو رویس، با سرمایه رولز رونق بخشید.
رویس پنج نوع خودروی متفاوت را تولید کرد، یک خودرو با قدرت ۱۰ اسب بخار، مدل دوم با قدرت ۱۵–۲۰ (با موتور و شاسی مشابه) و یک مدل شش سیلندر با ۳۰ اسب بخار قدرت و خودروی با همین قدرت و چهار سیلندر. این خودروها، نخستین بار در ماه دسامبر ۱۹۰۴ میلادی در نمایشگاه خودروی پاریس به نمایش درآمدند.

### ۱۹۰۶ تا ۱۹۱۴
مشارکت چارلز رولز و هنری رویس در سال ۱۹۰۶ به تأسیس شرکت خودروسازی رولز-رویس انجامید. در این شرکت، رویس امور مهندسی و فنی را بر عهده داشت و رولز مدیریت امور بانکی و تجاری را در دست داشت، همچنین سرمایه لازم برای ساخت خودرو چهار سیلندر بعدی را فراهم نمود.
نخستین خودروی که با نام «رولز-رویس» به فروش رسید، رولز-رویس سیلور گوست نام داشت، با یک موتور شش سیلندر خطی که در سال ۱۹۰۶ تولید و در کمتر از یک سال، به عنوان بهترین خودرو سال جهان، برگزیده شد. در سال ۱۹۰۷ چارلز رولز که به پرواز علاقهٔ بسیاری پیدا کرده بود، کوشید رویس و دیگر مدیران شرکت را به طراحی موتور هواگرد ترغیب کند، اما موفق نشد. همکاری رولز و رویس با هم بیش از ۶ سال طول نکشید، زیرا چارلز در سن ۳۲ سالگی در ۱۲ ژوئیه ۱۹۱۰ میلادی در سانحه هوایی درگذشت. وی نخستین بریتانیایی بود که بر اثر سقوط هواپیما، جانش را از دست می‌داد. پس از مرگ وی، هنری رویس به تنهایی هدایت کارخانه را بر عهده گرفت.

### ۱۹۱۴ تا ۱۹۳۰
هنگامی که جنگ جهانی اول در اوت ۱۹۱۴ آغاز شد، رولز-رویس و بسیاری از شرکت‌های صنعتی، از این رویداد غافلگیر شدند. رولز-رویس به عنوان سازندهٔ خودروهای لوکس، بسیار آسیب‌پذیر گردید و کلود جانسن، که از مدیران ارشد این شرکت بود، فکر می‌کرد، که بانک، امکانات اضافه پرداخت، که رولز-رویس در آن زمان به آن وابسته بود را برخواهد داشت. با وجود این، با این باور که جنگ کوتاه مدت خواهد بود، مدیران در آن زمان، تصمیم گرفتند که به دنبال ساخت موتور هواگرد نباشند، اما این موقعیت به زودی دگرگون شد و اتاق جنگ، شرکت را ترغیب کرد، که پنجاه موتور وی۸ را، زیر لیسانس شرکت رنو، تولید نماید.
در این میان، کارخانهٔ رویال ایرکرفت نیز از رولز-رویس خواست که موتور هواگردی به قدرت ۲۰۰ اسب بخار تولید کند. با وجود این که در آن زمان، شرکت رغبتی به این کار نداشت، اما موافقت کرد و در سال ۱۹۱۵ رولزرویس نخستین موتور هواپیمای خود را تولید نمود. این موتور ایگل نام داشت و دوازده سیلندر بود. پس از این موتور رولز-رویس کوچکتر شش سیلندر هاوک، موتور فالکن ۱۹۰ اسب بخار و اندکی پیش از پایان جنگ، موتور بزرگتر کُندر ۶۷۵ اسب بخار را تولید نمود. تقریباً نیمی از موتورهای هواپیماهای متفقین در جنگ جهانی اول به وسیلهُ رولز-رویس ساخته می‌شد. تا اواخر ۱۹۲۰ ساخت موتورهای هواگرد بیشتر کسب‌وکار رولز-رویس را تشکیل می‌داد.

### ۱۹۳۰ تا ۱۹۴۰
طی جنگ جهانی اول، هنری رویس برای ارتش انگلستان موتورهای هواپیما تولید می‌کرد. پس از پایان جنگ تولید موتور و شاسی خودرو را دوباره آغاز کرد. وی به خاطر خدمات شایانی که در زمینه ساخت موتور هواپیما و خودرو انجام داده بود در سال ۱۹۳۰ لقب شوالیه را آن خود کرد. واپسین طراحی هنری رویس در زمینهٔ موتور هواپیما، موتور رولز-رویس مرلین بود، که در سال ۱۹۳۵ به تولید انبوه رسید، گرچه رویس پیش‌تر در سال ۱۹۳۳ درگذشته بود.

### ۱۹۴۰ تا ۱۹۴۴
موتور مرلین در بسیاری از هواپیماهای انگلیسی جنگ جهانی دوم از قبیل: هاوکر هاریکن، سوپرمرین اسپیت‌فایر، دی هاویلند موسکیتو (دو موتوره)، آورو لنکستر (چهار موتوره)، ویکرز ولینگتن به کار گرفته شد. این موتور همچنین در هواپیمای آمریکایی پی-۵۱ ماستنگ را رقیبی برای بهترین جنگندهٔ زمان خود تبدیل کرد. موتور مرلین آن به وسیلهٔ شرکت پاکارد زیر لیسانس ساخته شد. بیش از ۱۶۰٫۰۰۰ موتور مرلین تولید شد که ۳۰٫۰۰۰ دستگاه آن به وسیلهٔ شرکت فورد موتور در ترفورد پارک منچستر ساخته شد. در طول جنگ، کلیه پروازهای آزمایشی رولزرویس در فرودگاه صحرایی هاکنال انجام می‌شد.

### ۱۹۴۴ تا ۱۹۵۳
رولز-رویس با تبادل دارایی با شرکت روور اقدام به طراحی موتور جت نمود و در دوران پس از جنگ جهانی دوم رولز-رویس در طراحی و ساخت توربین گازی به پیشرفت‌های قابل توجهی دست پیدا کرد.
موتورهای توربوپراپ دارت و تاین بسیار با اهمیت بودند و شرکت‌های هواپیمایی را قادر ساختند، که مدت زمان سفر را کوتاه‌تر کنند.

### ۱۹۵۳ تا ۱۹۵۹
موتور دارت در هواپیماهای آرمسترانگ وایتوورت ۶۶۰ ارگوسی، آورو۷۴۸، فوکر اف۲۷ فرندشیپ، هندلی پیج هرالد و ویکرز ویسکونت به کار رفت و موتور نیرومندتر تاین در هواگردهای برگوئت آتلانتیک، ترانسال سی-۱۶۰ و ویکرز ونگارد و هورکرفت اس آر. ان۴ هواناو به کار گرفته شد. بسیاری از این توربوپراپ‌ها هنوز به کار می‌روند.

### ۱۹۵۹ تا ۱۹۷۱
در میان موتورهای جت این دوره می‌توان آربی۱۶۳اسپی که در هاوکرسایدلی ترایدنت، بی‌ای‌سی یک-یازده، گرومن گلف‌استریم ۲ و فوکر ۲۸ به کار می‌رفت را نام برد.
در اواخر دههُ ۱۹۵۰ و ۱۹۶۰ بهینه‌سازی مهمی در همهٔ جنبه‌های هوافضای بریتانیا انجام گرفت، که این بهینه‌سازی شامل سازندگان موتورهای هواگرد نیز می‌شد. در سال ۱۹۶۶ رولز-رویس مالک شرکت بریستل سیدلی که از ادغام شرکت آرمسترانگ سیدلی و شرکت بریستول در سال ۱۹۵۹ پدید آمده بود، گردید و آن را به عنوان بخش بریستول سایدلی، شرکت رولز-رویس ثبت نمود.
بریستول سایدلی که کارخانهٔ اصلی آن در فیلتون نزدیک بریستول بود، در ساخت موتورهای هواگردهای نظامی بسیار نیرومند شده بود. از جمله این موتورها می‌توان به الیمپوس ۵۹۳ ام‌کی۶۱۰ را نام برد، که با مشارکت شرکت اسنکما ساخته شد و در هواپیمای کنکورد به کار می‌رفت. این شرکت با همکاری اسنکما، موتور توربوفن نیز می‌ساخت.
فرودگاه کوچک لیوزدن در واتفورد در اصل متعلق به وزارت دفاع بود و در جنگ جهانی دوم برای ساخت هواپیماهای موسکیتو و هالیفاکس به کار می‌رفت. رولز-رویس برای چند سال از این محل برای ساخت موتور بالگرد سود برد. این محل در ژوئن ۱۹۹۳ بسته شد و اکنون به نام استودیوی فیلم‌سازی لیوزدن شناخته می‌شود و فیلم‌های مشهوری مانند: جیمز باند، جنگ ستارگان و هری پاتر در این استودیو تهیه شده‌است.

### ۱۹۷۱ تا ۱۹۸۷
در سال ۱۹۷۱ رولز-رویس زیر بار هزینه‌های ساخت موتور جت آربی۲۱۱ فلج شده بود، که این امر سبب ملی شدن این شرکت توسط دولت ادوارد هیس تحت نام رولز-رویس لیمیتد گردید. در سال ۱۹۷۳ بخش تولید خودرو این شرکت، از شرکت مادر جدا شد و رولز-رویس موتورز نام گرفت.
رولز-رویس موتورز در ۱۹۸۰ به شرکت ویکرز پیوست شد. ویکرز پی‌ال‌سی یک شرکت دولتی بریتانیایی بود، که در زمینه ساخت تانک و جنگ‌افزار فعالیت می‌کرد، همچنین این شرکت در زمینه تولید خودرو و قطعات خودرو نیز فعال بود. ویکرز تا زمان خصوصی شدن رولز-رویس وظیفه مدیریت آن را برعهده داشت.

### ۱۹۸۷ تا ۱۹۹۸
بخش تولید موتورهای هواگرد این شرکت، همچنان تحت نام رولز رویس لیمیتد به‌عنوان یک شرکت ملی به کار خود ادامه داد، تا این که در سال ۱۹۸۷ در جریان خصوصی‌سازی‌های زمان مارگارت تاچر رولز-رویس نیز خصوصی اعلام شد و رولز-رویس پی‌ال‌سی نام گرفت. در سال ۱۹۹۰ شرکت رولز-رویس اقدام به راه‌اندازی خط تولید موتورهای هواگرد با مشارکت شرکت ب‌ام‌و در کشور آلمان نمود. این شرکت رولز-رویس دویچلند نام گرفت.

### ۱۹۹۸ تا ۲۰۰۴
در سال ۱۹۹۸ صاحبان شرکت رولز-رویس موتورز، یعنی شرکت ویکرز تصمیم به فروش این شرکت گرفتند. ب‌ام‌و جدی‌ترین خریدار رولز رویس بود، چرا که در گذشته موتور و برخی دیگر از قطعات رولز رویس و بنتلی را، این شرکت آلمانی تهیه می‌نمود.
واپسین پیشنهاد ب‌ام‌و؛ ۳۴۰ میلیون پوند بود، اما این مبلغ با پیشنهاد ۴۳۰ میلیون پوندی گروه فولکس‌واگن شکسته شد، اما به علت این که مدیران رولز رویس اصرار بر فروش شرکت به ب‌ام‌و را داشتند، بنابر توافقی قرار بر این شد، که از سال ۱۹۹۸ تا ۲۰۰۲ ب ام و کماکان، موتور و تجهیزات خودروهای رولز رویس را تأمین کند و اجازه داشته باشد، از نام‌های آن‌ها استفاده نماید.
در پایان دهه ۱۹۹۰ میلادی، شرکت رولز-رویس هلدینگز، ویکرز پی‌ال‌سی را به ارزش ۵۷۶ میلیون پوند خریداری کرد، که در پی ادغام آن، بخش‌هایی همچون طراحی و ساخت توربین‌های گازی به توانایی‌های رولز-رویس افزوده شد و این شرکت را به یکی از پیشروهای سامانه‌های برق‌آبی تبدیل نمود.

### ۲۰۰۴ تا کنون
امروزه رولز-رویس هلدینگز، در چهار حوزه فعالیت می‌نماید، که شامل: فناوری هوافضا، صنایع دفاعی، تجهیزات دریایی و انرژی می‌باشد. این شرکت هم‌اکنون دومین تولیدکننده موتورهای جت هواپیماهای مسافربری می‌باشد، همچنین در رتبه دوم سازندگان موتور هواگردهای نظامی نیز قرار دارد.